# Структура федеральных органов исполнительной власти России (2000—2008)
Структура федеральных органов исполнительной власти (термин конституционного права) представляет собой перечень всех федеральных органов исполнительной власти. Утверждается Президентом Российской Федерации по предложению Председателя Правительства Российской Федерации в соответствии с Конституцией Российской Федерации 1993 г.
Утверждается с 1994 г. при каждой смене Правительства (в период работы Правительства одного состава в неё вносятся изменения).
До 2004 г. в структуре федеральных органов исполнительной власти значком <*> отмечались федеральные органы исполнительной власти, подведомственные Президенту Российской Федерации по вопросам, закрепленным за ним Конституцией Российской Федерации, федеральными конституционными законами и федеральными законами.

## 17 мая 2000 г. – 9 марта 2004 г.
Структура федеральных органов исполнительной власти, утвержденная Указом Президента Российской Федерации от 17 мая 2000 г. № 867.
I. Правительство Российской Федерации
II. Федеральные министерства
- Министерство Российской Федерации по атомной энергии
- Министерство внутренних дел Российской Федерации <*>
- Министерство Российской Федерации по делам гражданской обороны, чрезвычайным ситуациям и ликвидации последствий стихийных бедствий <*>
- Министерство Российской Федерации по антимонопольной политике и поддержке предпринимательства
- Министерство Российской Федерации по делам печати, телерадиовещания и средств массовых коммуникаций
- Министерство Российской Федерации по налогам и сборам
- Министерство здравоохранения Российской Федерации
- Министерство имущественных отношений Российской Федерации
- Министерство иностранных дел Российской Федерации <*>
- Министерство культуры Российской Федерации
- Министерство обороны Российской Федерации <*>
- Министерство образования Российской Федерации
- Министерство по делам федерации, национальной и миграционной политики Российской Федерации (исключено Указом Президента Российской Федерации от 16 октября 2001 г. № 1230)
- Министерство природных ресурсов Российской Федерации
- Министерство промышленности, науки и технологий Российской Федерации
- Министерство путей сообщения Российской Федерации
- Министерство Российской Федерации по связи и информатизации
- Министерство сельского хозяйства Российской Федерации
- Министерство транспорта Российской Федерации
- Министерство труда и социального развития Российской Федерации
- Министерство финансов Российской Федерации
- Министерство экономического развития и торговли Российской Федерации
- Министерство энергетики Российской Федерации
- Министерство юстиции Российской Федерации <*>

III. Государственные комитеты Российской Федерации
- Государственный комитет Российской Федерации по физической культуре, спорту и туризму, по Указу Президента Российской Федерации от 29 апреля 2002 г. № 439 – Государственный комитет Российской Федерации по физической культуре и спорту
- Государственный комитет Российской Федерации по рыболовству
- Государственный комитет Российской Федерации по стандартизации и метрологии
- Государственный комитет Российской Федерации по статистике
- Государственный комитет Российской Федерации по строительству и жилищно-коммунальному комплексу
- Государственный таможенный комитет Российской Федерации
- Государственный комитет Российской Федерации по контролю за оборотом наркотических средств и психотропных веществ <*> (введен Указом Президента Российской Федерации от 11 марта 2003 г. № 306)

IV. Федеральные комиссии России
- Федеральная комиссия по рынку ценных бумаг
- Федеральная энергетическая комиссия Российской Федерации

V. Федеральные службы
- Государственная фельдъегерская служба Российской Федерации <*>
- Служба внешней разведки Российской Федерации <*>
- Федеральная архивная служба России
- Федеральная служба геодезии и картографии России
- Федеральная служба железнодорожных войск Российской Федерации <*>
- Федеральная служба земельного кадастра России
- Федеральная служба России по гидрометеорологии и мониторингу окружающей среды
- Федеральная служба безопасности Российской Федерации <*>
- Федеральная служба России по финансовому оздоровлению и банкротству
- Федеральная служба налоговой полиции Российской Федерации <*> (исключена с 1 июля 2003 г. Указом Президента Российской Федерации от 25 ноября 2003 г. № 1389)
- Федеральная служба охраны Российской Федерации <*>
- Федеральная пограничная служба Российской Федерации <*> (исключена с 1 июля 2003 г. Указом Президента Российской Федерации от 19 ноября 2003 г. № 1365)
- Федеральная служба специального строительства Российской Федерации <*>

VI. Российские агентства
- Российское авиационно-космическое агентство
- Российское агентство по боеприпасам
- Российское агентство по обычным вооружениям
- Российское агентство по системам управления
- Российское агентство по судостроению
- Российское агентство по патентам и товарным знакам
- Российское агентство по государственным резервам
- Федеральное агентство правительственной связи и информации при Президенте Российской Федерации <*> (исключено с 1 июля 2003 г. Указом Президента Российской Федерации от 19 ноября 2003 г. № 1365)

VII. Федеральные надзоры России
- Федеральный горный и промышленный надзор России
- Федеральный надзор России по ядерной и радиационной безопасности

VIII. Иные федеральные органы исполнительной власти
- Главное управление специальных программ Президента Российской Федерации <*>
- Государственная техническая комиссия при Президенте Российской Федерации <*>
- Управление делами Президента Российской Федерации <*>
- Комитет Российской Федерации по военно-техническому сотрудничеству с иностранными государствами <*> (введен Указом Президента Российской Федерации от 1 декабря 2000 г. № 1953)
- Комитет Российской Федерации по финансовому мониторингу (введен Указом Президента Российской Федерации от 1 ноября 2001 г. № 1263)
- Государственный комитет Российской Федерации по оборонному заказу при Министерстве обороны Российской Федерации <*> (введен Указом Президента Российской Федерации от 11 марта 2003 г. № 311)

## 9 марта – 20 мая 2004 г.
Структура федеральных органов исполнительной власти, утвержденная Указом Президента Российской Федерации от 9 марта 2004 г. № 314.
I. Федеральные министерства, федеральные службы и федеральные агентства, руководство деятельностью которых осуществляет Президент Российской Федерации, федеральные службы и федеральные агентства, подведомственные этим федеральным министерствам
- Министерство внутренних дел Российской Федерации
  - Федеральная миграционная служба
- Министерство Российской Федерации по делам гражданской обороны, чрезвычайным ситуациям и ликвидации последствий стихийных бедствий
- Министерство иностранных дел Российской Федерации
- Министерство обороны Российской Федерации
  - Федеральная служба по военно-техническому сотрудничеству
  - Федеральная служба по оборонному заказу
  - Федеральная служба по техническому и экспортному контролю Российской Федерации
  - Федеральное агентство специального строительства
- Министерство юстиции Российской Федерации
  - Федеральная служба исполнения наказаний
  - Федеральная регистрационная служба
  - Федеральная служба судебных приставов
- Государственная фельдъегерская служба Российской Федерации (федеральная служба)
- Служба внешней разведки Российской Федерации (федеральная служба)
- Федеральная служба безопасности Российской Федерации (федеральная служба)
- Федеральная служба Российской Федерации по контролю за оборотом наркотических средств и психотропных веществ (федеральная служба)
- Федеральная служба охраны Российской Федерации (федеральная служба)
- Главное управление специальных программ Президента Российской Федерации (федеральное агентство)
- Управление делами Президента Российской Федерации (федеральное агентство)

II. Федеральные министерства, находящиеся в ведении Правительства Российской Федерации, федеральные службы и федеральные агентства, подведомственные этим федеральным министерствам
- Министерство здравоохранения и социального развития Российской Федерации
  - Федеральная служба по надзору в сфере защиты прав потребителей и благополучия человека
  - Федеральная служба по надзору в сфере здравоохранения и социального развития
  - Федеральная служба по труду и занятости
  - Федеральное агентство по здравоохранению и социальному развитию
  - Федеральное агентство по физической культуре, спорту и туризму
- Министерство культуры и массовых коммуникаций Российской Федерации
  - Федеральное архивное агентство
  - Федеральное агентство по культуре и кинематографии
  - Федеральное агентство по печати и массовым коммуникациям
- Министерство образования и науки Российской Федерации
  - Федеральная служба по интеллектуальной собственности, патентам и товарным знакам
  - Федеральная служба по надзору в сфере образования и науки
  - Федеральное агентство по науке
  - Федеральное агентство по образованию
- Министерство природных ресурсов Российской Федерации
  - Федеральная служба по надзору в сфере экологии и природопользования
  - Федеральное агентство водных ресурсов
  - Федеральное агентство лесного хозяйства
  - Федеральное агентство по недропользованию
- Министерство промышленности и энергетики Российской Федерации
  - Федеральная служба по атомному надзору
  - Федеральная служба по техническому регулированию и метрологии
  - Федеральная служба по технологическому надзору
  - Федеральное агентство по атомной энергии (по вопросам ядерного оборонного комплекса подведомственно Министерству обороны Российской Федерации)
  - Федеральное космическое агентство
  - Федеральное агентство по промышленности
  - Федеральное агентство по строительству и жилищно-коммунальному хозяйству
  - Федеральное агентство по энергетике
- Министерство сельского хозяйства Российской Федерации
  - Федеральная служба по ветеринарному и фитосанитарному надзору
  - Федеральное агентство по рыболовству
  - Федеральное агентство по сельскому хозяйству
- Министерство транспорта и связи Российской Федерации
  - Федеральная служба по надзору в сфере связи
  - Федеральная служба по надзору в сфере транспорта
  - Федеральное агентство воздушного транспорта
  - Федеральное дорожное агентство
  - Федеральное агентство железнодорожного транспорта
  - Федеральное агентство морского и речного транспорта
  - Федеральное агентство связи
- Министерство финансов Российской Федерации
  - Федеральная налоговая служба
  - Федеральная служба страхового надзора
  - Федеральная служба финансово-бюджетного надзора
  - Федеральная служба по финансовому мониторингу
  - Федеральное казначейство (федеральная служба)
- Министерство экономического развития и торговли Российской Федерации
  - Федеральная служба государственной статистики
  - Федеральная таможенная служба
  - Федеральная служба по тарифам
  - Федеральное агентство по государственным резервам
  - Федеральное агентство кадастра объектов недвижимости
  - Федеральное агентство по управлению федеральным имуществом

Федеральные органы исполнительной власти, находящиеся в ведении Правительства Российской Федерации
- Федеральная антимонопольная служба
- Федеральная служба по финансовым рынкам

## 20 мая 2004 г. – 24 сентября 2007 г.
Структура федеральных органов исполнительной власти, утвержденная Указом Президента Российской Федерации от 20 мая 2004 г. № 649.
I. Федеральные министерства, федеральные службы и федеральные агентства, руководство деятельностью которых осуществляет Президент Российской Федерации, федеральные службы и федеральные агентства, подведомственные этим федеральным министерствам
- Министерство внутренних дел Российской Федерации
  - Федеральная миграционная служба
- Министерство Российской Федерации по делам гражданской обороны, чрезвычайным ситуациям и ликвидации последствий стихийных бедствий
- Министерство иностранных дел Российской Федерации
- Министерство обороны Российской Федерации
  - Федеральная служба по военно-техническому сотрудничеству
  - Федеральная служба по оборонному заказу
  - Федеральная служба по техническому и экспортному контролю
  - Федеральное агентство специального строительства
- Министерство юстиции Российской Федерации
  - Федеральная служба исполнения наказаний
  - Федеральная регистрационная служба
  - Федеральная служба судебных приставов
- Государственная фельдъегерская служба Российской Федерации (федеральная служба)
- Служба внешней разведки Российской Федерации (федеральная служба)
- Федеральная служба безопасности Российской Федерации (федеральная служба)
- Федеральная служба Российской Федерации по контролю за оборотом наркотических средств и психотропных веществ (федеральная служба), по Указу Президента Российской Федерации от 28 июля 2004 г. № 976 – Федеральная служба Российской Федерации по контролю за оборотом наркотиков (федеральная служба)
- Федеральная служба охраны Российской Федерации (федеральная служба)
- Главное управление специальных программ Президента Российской Федерации (федеральное агентство)
- Управление делами Президента Российской Федерации (федеральное агентство)

II. Федеральные министерства, руководство которыми осуществляет Правительство Российской Федерации, федеральные службы и федеральные агентства, подведомственные этим федеральным министерствам
- Министерство здравоохранения и социального развития Российской Федерации
  - Федеральная служба по надзору в сфере защиты прав потребителей и благополучия человека
  - Федеральная служба по надзору в сфере здравоохранения и социального развития
  - Федеральная служба по труду и занятости
  - Федеральное агентство по здравоохранению и социальному развитию
  - Федеральное медико-биологическое агентство (введено Указом Президента Российской Федерации от 11 октября 2004 г. № 1304)
  - Федеральное агентство по высокотехнологичной медицинской помощи (введено Указом Президента Российской Федерации от 30 июня 2006 г. № 658)
  - Федеральное агентство по физической культуре, спорту и туризму (исключено Указом Президента Российской Федерации от 18 ноября 2004 г. № 1453)
- Министерство культуры и массовых коммуникаций Российской Федерации
  - Федеральная служба по надзору за соблюдением законодательства в сфере массовых коммуникаций и охране культурного наследия (исключена Указом Президента Российской Федерации от 12 марта 2007 г. № 320)
  - Федеральное архивное агентство
  - Федеральное агентство по культуре и кинематографии
  - Федеральное агентство по печати и массовым коммуникациям
- Министерство образования и науки Российской Федерации
  - Федеральная служба по интеллектуальной собственности, патентам и товарным знакам
  - Федеральная служба по надзору в сфере образования и науки
  - Федеральное агентство по науке и инновациям
  - Федеральное агентство по образованию
- Министерство природных ресурсов Российской Федерации
  - Федеральная служба по надзору в сфере природопользования
  - Федеральное агентство водных ресурсов
  - Федеральное агентство лесного хозяйства
  - Федеральное агентство по недропользованию
- Министерство промышленности и энергетики Российской Федерации
  - Федеральное агентство по промышленности
  - Федеральное агентство по строительству и жилищно-коммунальному хозяйству (подчинено Министерству регионального развития Российской Федерации Указом Президента Российской Федерации от 1 декабря 2004 г. № 1487)
  - Федеральное агентство по техническому регулированию и метрологии
  - Федеральное агентство по энергетике
- Министерство регионального развития Российской Федерации (введено Указом Президента Российской Федерации от 13 сентября 2004 г. № 1168)
  - Федеральное агентство по строительству и жилищно-коммунальному хозяйству (передано в подчинение от Министерства промышленности и энергетики Российской Федерации Указом Президента Российской Федерации от 1 декабря 2004 г. № 1487)
- Министерство сельского хозяйства Российской Федерации
  - Федеральная служба по ветеринарному и фитосанитарному надзору
  - Федеральное агентство по рыболовству
  - Федеральное агентство по сельскому хозяйству (исключено Указом Президента Российской Федерации от 3 октября 2005 г. № 1158)
- Министерство транспорта Российской Федерации
  - Федеральная служба по надзору в сфере транспорта
  - Федеральное агентство воздушного транспорта
  - Федеральное дорожное агентство
  - Федеральное агентство железнодорожного транспорта
  - Федеральное агентство морского и речного транспорта
  - Федеральное агентство геодезии и картографии
- Министерство информационных технологий и связи Российской Федерации
  - Федеральная служба по надзору в сфере связи (исключена Указом Президента Российской Федерации от 12 марта 2007 г. № 320)
  - Федеральное агентство по информационным технологиям
  - Федеральное агентство связи
- Министерство финансов Российской Федерации
  - Федеральная налоговая служба
  - Федеральная служба страхового надзора
  - Федеральная служба финансово-бюджетного надзора
  - Федеральная служба по финансовому мониторингу
  - Федеральное казначейство (федеральная служба)
- Министерство экономического развития и торговли Российской Федерации
  - Федеральная таможенная служба (подчинена Правительству Российской Федерации Указом Президента Российской Федерации от 11 мая 2006 г. № 473)
  - Федеральное агентство по государственным резервам
  - Федеральное агентство кадастра объектов недвижимости
  - Федеральное агентство по управлению федеральным имуществом
  - Федеральное агентство по управлению особыми экономическими зонами (введено Указом Президента Российской Федерации от 22 июля 2005 г. № 855)

III. Федеральные службы и федеральные агентства, руководство которыми осуществляет Правительство Российской Федерации
- Федеральная антимонопольная служба
- Федеральная аэронавигационная служба (введена Указом Президента Российской Федерации от 5 сентября 2005 г. № 1049)
- Федеральная служба по тарифам
- Федеральная служба по гидрометеорологии и мониторингу окружающей среды
- Федеральная служба государственной статистики
- Федеральная служба по финансовым рынкам
- Федеральная служба по экологическому, технологическому и атомному надзору
- Федеральная таможенная служба (передана в подчинение от Министерства экономического развития и торговли Российской Федерации Указом Президента Российской Федерации от 11 мая 2006 г. № 473)
- Федеральная служба по надзору в сфере массовых коммуникаций, связи и охраны культурного наследия (введена Указом Президента Российской Федерации от 12 марта 2007 г. № 320)
- Федеральное агентство по атомной энергии
- Федеральное космическое агентство
- Федеральное агентство по поставкам вооружения, военной, специальной техники и материальных средств (введено Указом Президента Российской Федерации от 5 февраля 2007 г. № 119)
- Федеральное агентство по туризму (введено Указом Президента Российской Федерации от 18 ноября 2004 г. № 1453)
- Федеральное агентство по физической культуре и спорту (введено Указом Президента Российской Федерации от 18 ноября 2004 г. № 1453)

## 24 сентября 2007 г. – 12 мая 2008 г.
Структура федеральных органов исполнительной власти, утвержденная Указом Президента Российской Федерации от 24 сентября 2007 г. № 1274.
I. Федеральные органы исполнительной власти, руководство деятельностью которых осуществляет Президент Российской Федерации, федеральные службы и федеральные агентства, подведомственные этим федеральным органам исполнительной власти
- Министерство внутренних дел Российской Федерации
  - Федеральная миграционная служба
- Министерство Российской Федерации по делам гражданской обороны, чрезвычайным ситуациям и ликвидации последствий стихийных бедствий
- Министерство иностранных дел Российской Федерации
- Министерство обороны Российской Федерации
  - Федеральная служба по военно-техническому сотрудничеству
  - Федеральная служба по оборонному заказу
  - Федеральная служба по техническому и экспортному контролю
  - Федеральное агентство специального строительства
- Министерство юстиции Российской Федерации
  - Федеральная служба исполнения наказаний
  - Федеральная регистрационная служба
  - Федеральная служба судебных приставов
  - Федеральное агентство кадастра объектов недвижимости
- Государственная фельдъегерская служба Российской Федерации (федеральная служба)
- Служба внешней разведки Российской Федерации (федеральная служба)
- Федеральная служба безопасности Российской Федерации (федеральная служба)
- Федеральная служба Российской Федерации по контролю за оборотом наркотиков (федеральная служба)
- Федеральная служба охраны Российской Федерации (федеральная служба)
- Главное управление специальных программ Президента Российской Федерации (федеральное агентство)
- Управление делами Президента Российской Федерации (федеральное агентство)

II. Федеральные органы исполнительной власти, руководство деятельностью которых осуществляет Правительство Российской Федерации, федеральные службы и федеральные агентства, подведомственные этим федеральным органам исполнительной власти
- Министерство здравоохранения и социального развития Российской Федерации
  - Федеральная служба по надзору в сфере защиты прав потребителей и благополучия человека
  - Федеральная служба по надзору в сфере здравоохранения и социального развития
  - Федеральная служба по труду и занятости
  - Федеральное агентство по здравоохранению и социальному развитию
  - Федеральное медико-биологическое агентство
  - Федеральное агентство по высокотехнологичной медицинской помощи
- Министерство информационных технологий и связи Российской Федерации
  - Федеральное агентство по информационным технологиям
  - Федеральное агентство связи
- Министерство культуры и массовых коммуникаций Российской Федерации
  - Федеральное архивное агентство
  - Федеральное агентство по культуре и кинематографии
  - Федеральное агентство по печати и массовым коммуникациям
- Министерство образования и науки Российской Федерации
  - Федеральная служба по интеллектуальной собственности, патентам и товарным знакам
  - Федеральная служба по надзору в сфере образования и науки
  - Федеральное агентство по науке и инновациям
  - Федеральное агентство по образованию
- Министерство природных ресурсов Российской Федерации
  - Федеральная служба по надзору в сфере природопользования
  - Федеральное агентство водных ресурсов
  - Федеральное агентство лесного хозяйства
  - Федеральное агентство по недропользованию
- Министерство промышленности и энергетики Российской Федерации
  - Федеральное агентство по промышленности
  - Федеральное агентство по техническому регулированию и метрологии
  - Федеральное агентство по энергетике
- Министерство регионального развития Российской Федерации
  - Федеральное агентство по строительству и жилищно-коммунальному хозяйству
- Министерство сельского хозяйства Российской Федерации
  - Федеральная служба по ветеринарному и фитосанитарному надзору
- Министерство транспорта Российской Федерации
  - Федеральная служба по надзору в сфере транспорта
  - Федеральное агентство воздушного транспорта
  - Федеральное агентство геодезии и картографии
  - Федеральное дорожное агентство
  - Федеральное агентство железнодорожного транспорта
  - Федеральное агентство морского и речного транспорта
- Министерство финансов Российской Федерации
  - Федеральная налоговая служба
  - Федеральная служба страхового надзора
  - Федеральная служба финансово-бюджетного надзора
  - Федеральное казначейство (федеральная служба)
- Министерство экономического развития и торговли Российской Федерации
  - Федеральное агентство по государственным резервам
  - Федеральное агентство по управлению федеральным имуществом
  - Федеральное агентство по управлению особыми экономическими зонами

III. Федеральные органы исполнительной власти, руководство деятельностью которых осуществляет Правительство Российской Федерации
- Государственный комитет Российской Федерации по делам молодежи
- Государственный комитет Российской Федерации по рыболовству
- Федеральная антимонопольная служба
- Федеральная аэронавигационная служба
- Федеральная служба по гидрометеорологии и мониторингу окружающей среды
- Федеральная служба государственной статистики
- Федеральная служба по надзору в сфере массовых коммуникаций, связи и охраны культурного наследия
- Федеральная таможенная служба
- Федеральная служба по тарифам
- Федеральная служба по финансовому мониторингу
- Федеральная служба по финансовым рынкам
- Федеральная служба по экологическому, технологическому и атомному надзору
- Федеральное агентство по атомной энергии (исключено Указом Президента Российской Федерации от 20 марта 2008 г. № 369)
- Федеральное космическое агентство
- Федеральное агентство по поставкам вооружения, военной, специальной техники и материальных средств
- Федеральное агентство по туризму
- Федеральное агентство по физической культуре и спорту
- Федеральное агентство по обустройству государственной границы Российской Федерации (введено Указом Президента Российской Федерации от 11 октября 2007 г. № 1359)